# Pleiotaxis fulva
Pleiotaxis fulva là một loài thực vật có hoa trong họ Cúc. Loài này được Hiern miêu tả khoa học đầu tiên năm 1898.